# Joaquim António Velez Barreiros
Joaquim António Velez Barreiros (Oeiras, São Julião da Barra, 25 de Novembro de 1803 — Lisboa, 1 de Outubro de 1865), foi um notável oficial do exército e político português.

## Biografia
Primeiramente agraciado com o título nobiliárquico de 1.º Barão de Nossa Senhora da Luz, foi, mais tarde, em 1853, eleito Par do Reino e, por decreto de 16 de Junho de 1854, elevado ao título de 1.º Visconde de Nossa Senhora da Luz, títulos normalmente abreviados para Barão e Visconde da Luz. Usou por Armas um escudo partido: a 1.ª Velez e a 2.ª Barreiros; timbre: Velez; coroas de Barão e de Visconde.
Tem uma Rua, uma Travessa com o seu nome e um Jardim com o seu nome em Cascais, Cascais, onde, em 1862, quando a vila era apenas um pequeno burgo piscatório, resolveu edificar, na Vila Nova, antigo Alto da Bela Vista, a sua moderna casa de veraneio. Foi ele quem, em conjunto com alguns outros ilustres moradores, incluindo diversos forasteiros que haviam sido atraídos para a vila depois da sua instalação nela, deu o seu comum acordo para, por Postura Camarária de 24 de Maio de 1860, se criar a estrada entre Cascais e Oeiras, obra fundamental no desenvolvimento das comunicações entre a Foz do Rio Tejo e a capital, Lisboa. Ao mesmo tempo, a mesma Postura Camarária determinou que, sob pena de multa, todos os carros, ómnibus, seges e bestas apenas pudessem realizar transportes sobre o empedrado. Com vista ao embelezamento desta importante via pública, a Câmara Municipal cedeu, a instâncias do próprio 1.º Barão e 1.º Visconde da Luz, as varas necessárias para a protecção do crescimento das inúmeras árvores que foram, então e para esse mesmo efeito, plantadas.

## Títulos

### Barão de Nossa Senhora da Luz
Foi um título nobiliárquico criado por decreto de 23 de Janeiro de 1847, da rainha D. Maria II de Portugal.

### Visconde de Nossa Senhora da Luz
Foi um título nobiliárquico criado por decreto de 16 de Junho de 1854, do rei D. Pedro V de Portugal.